# Gmina Jefferson (hrabstwo Clayton)

Położenie Gminy Jefferson w hrabstwie Clayton

Gmina Jefferson (ang. Jefferson Township) – gmina w USA, w stanie Iowa, w hrabstwie Clayton. Według danych z 2000 roku gmina miała 2721 mieszkańców, a jej powierzchnia wynosi 148,83 km².